# Top of mind
Top of mind (o top-of-mind awareness, abreviado TOMA) es una expresión inglesa que se refiere a la marca o producto que surge primero en la mente del consumidor al pensar en una industria en específico. Se podría traducir como «el primero en mente».
Las compañías constantemente intentan generar reconocimiento de marca mediante campañas en medios digitales, televisión, radio, prensa y social media.
En un estudio realizado a casi doscientos directivos en mercadotecnia, el 50% respondió positivamente al encontrar el sistema métrico “top of mind” muy útil.

## Propósito
El Top of mind es una forma confiable y estandarizada de medir la clasificación de las marcas en la mente del consumidor.

## Construcción
Top of mind ha sido definido en términos de métricas en marketing como: "la primera marca que surge en la mente del consumidor al hacérsele una pregunta de forma espontánea sobre una categoría en especial. El porcentaje de consumidores para los que dicha marca es prioridad mental puede ser perfectamente cuantificado."
El TOMA también se le ha definido como  "el porcentaje de personas que, abierta y voluntariamente, nombran una marca o producto en específico primero, cuando se les pide listar todos los anuncios que ellos recuerden haber visto sobre una categoría de producto en general en no menos de 30 días."

## Otras fuentes
Larson, Charles U. (1989). Persuasion. Reception and Responsibility. Fifth Edition.. Wadsworth Publishing Company. ISBN 0-534-10134-8. (requiere registro).
- Datos: Q766951